# Dniepr

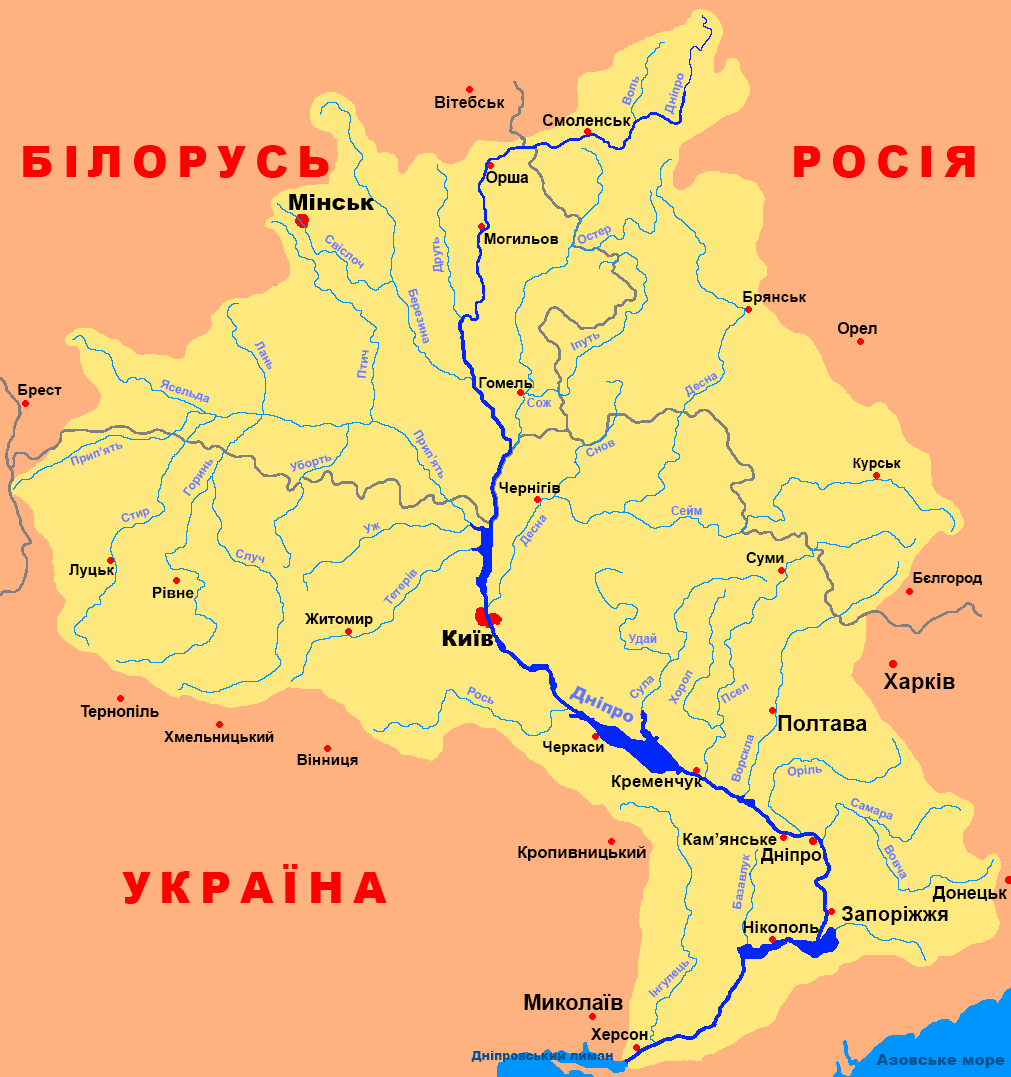
Dorzecze Dniepru

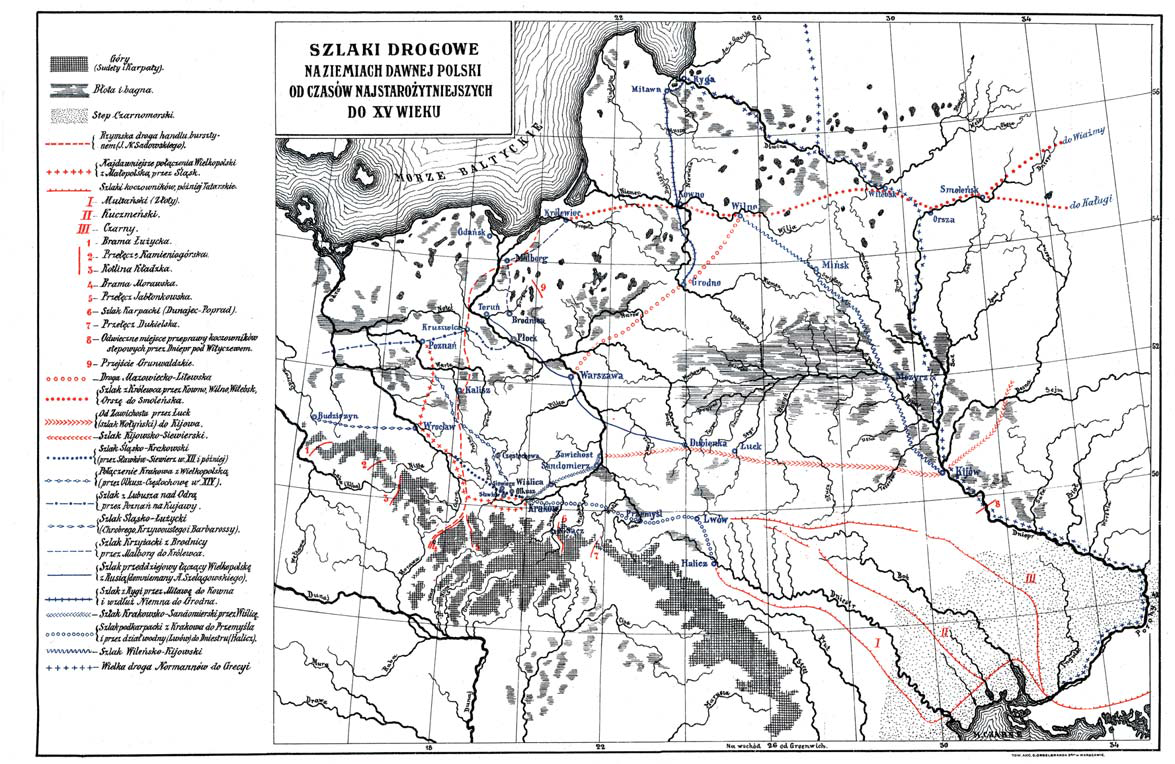
Szlaki drogowe, Geografia ziem dawnej Polski (1918) Antoniego Sujkowskiego

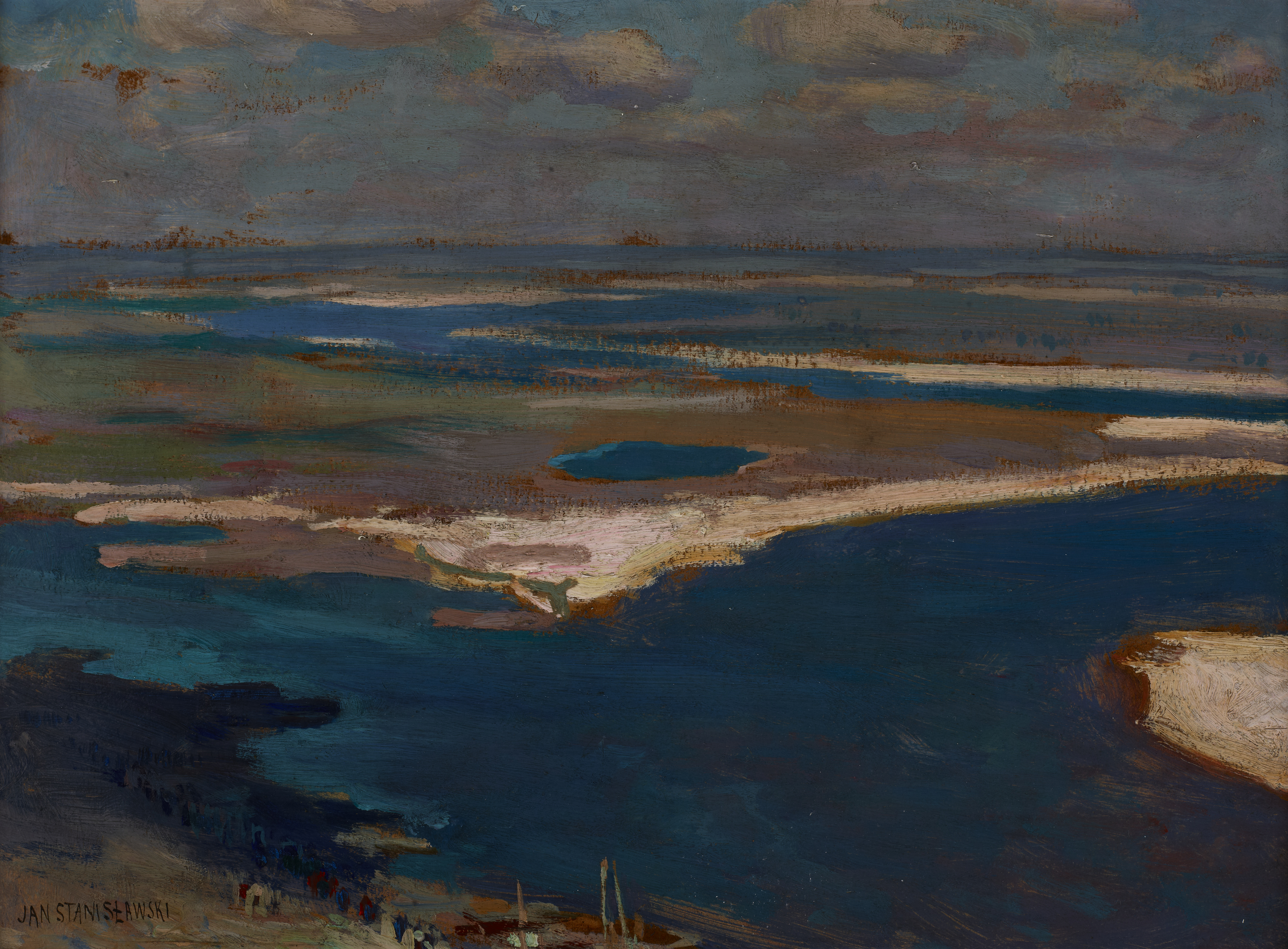
Jan Stanisławski, Dniepr szafirowy, 1904

Dniepr (ukr. Дніпро, Dnipro; ros. Днепр, Dniepr; biał. Дняпро, Dniapro) – rzeka w Rosji, na Białorusi i Ukrainie, w zlewisku Morza Czarnego; dł. 2285 km – jedna z najdłuższych w Europie.
Wypływa z Wałdaju, płynie w kierunkach przeważnie południowych przez rozległe tereny Niziny Wschodnioeuropejskiej, uchodzi do Limanu Dniepru i Bohu; najważniejsze miasta nad rzeką: Smoleńsk (Rosja), Mohylew (Białoruś), Kijów, Czerkasy, Dniepr, Zaporoże, Chersoń (Ukraina).
Ważniejszymi dopływami są rzeki: Soż, Desna, Suła, Pseł, Worskla, Oril, Samara, Druć, Berezyna, Prypeć, Teterew, Roś i Ingulec.

## Historia
Dniepr wspominał już historyk grecki Herodot (ok. 445 roku p.n.e.), pisząc o nim jako o największej rzece na świecie po Nilu i Dunaju. Jego ujście stało się przedmiotem greckiej kolonizacji. W czasach antycznych znany był pod nazwą Borysthenes (gr. klas. Βορυσθένης), tak samo jak greckie miasto leżące u jego ujścia w pobliżu wyspy Berezań.
We wczesnym średniowieczu Dniepr był ważną częścią magistrali rzecznej północ-południe, zwanej szlakiem „od Waregów do Greków”, łączącej Skandynawię z Konstantynopolem. Szlak przyczynił się do znaczenia roli Kijowa jako jednego z najbogatszych miast Europy. W dorzeczu Dniepru powstała Ruś Kijowska.
Od XIV wieku Dniepr kontrolowało Wielkie Księstwo Litewskie (w unii z Polską), a od zawarcia unii lubelskiej (1569) jego dorzecze (poza górnym biegiem i ujściem) leżało na terytorium Korony Królestwa Polskiego. Od połowy XVII wieku do II rozbioru (1793) na długim odcinku Dniepru biegła granica między Rzecząpospolitą a Cesarstwem Rosyjskim.
Pomiędzy górną Dźwiną i górnym odcinkiem Dniepru znajduje się obszar zwany Bramą Smoleńską, który miał strategiczne znaczenie w wielu konfliktach zbrojnych.

## Dniepr w kulturze
Dniepr był wiele razy tematem malarstwa, poezji i literatury w dziełach artystów polskich, rosyjskich, białoruskich i ukraińskich.
Rzekę często wspominali poeci polscy ze szkoły ukraińskiej polskiego romantyzmu. Wysławiał ją wielokrotnie Tomasz Padura, polsko-ukraiński poeta (autor pieśni Hej, sokoły). Pojawia się też w twórczości Juliusza Słowackiego (np. Duma ukraińska, Żmija, Beniowski), Wincentego Pola (Do Dniepra, Pieśń o ziemi naszej) i Józefa Ignacego Kraszewskiego. Porohy i dolny bieg rzeki sugestywnie opisał Henryk Sienkiewicz w powieści Ogniem i mieczem.
Dniepr pojawia się w literaturze rosyjskiej (np. Taras Bulba Nikołaja Gogola) oraz jest zasadniczym motywem w poezji i literaturze ukraińskiej. Jednym z najważniejszych utworów Tarasa Szewczenki był wiersz Szumi i jęczy Dniepr szeroki (Реве та стогне Днiпр широкий), który śpiewano jako pieśń narodową. Również oryginalny tekst Hymnu Ukrainy personifikuje rzekę i nazywa ją „dziad Dniepr” (дід Дніпро).
Dniepr był też tematem szeregu obrazów Jana Stanisławskiego (1860–1907) oraz innych malarzy.

## Radzieckie elektrownie wodne
Podobnie jak Wołga Dniepr został wykorzystany do utworzenia szeregu elektrowni wodnych i związanych z nimi obszernych sztucznych zbiorników retencyjnych; znajdują się one w środkowym i dolnym biegu rzeki, na odcinku między granicą białorusko-ukraińską i Morzem Czarnym. Zbiorniki na Dnieprze to: Krzemieńczucki (2252 km²), Kachowski (2155 km²), Kijowski (922 km²), Kaniowski (582 km²), Kamieński (567 km²) i Dnieprzański (410 km²). Ich utworzenie miało zgubny wpływ na naturalną ekologię rzeki. Budowę pierwszej elektrowni zaplanowano w 1905 roku, lecz zbudowano ją dopiero w latach 1927–1932. Budową elektrowni i zapory, zaprojektowanej przez zespół prof. Iwana Aleksandrowa, kierował inż. Aleksandr Winter. Konieczne było jednak sprowadzenie ze Stanów Zjednoczonych hydrogeneratorów. Do użytku Dnieprzańska Elektrownia Wodna (DnieproGES, skrót od: Dnieprowskaja Gidroelektrostancija) oddana została w październiku 1932 roku. Obok Magnitogorska była to sztandarowa inwestycja pierwszego z radzieckich planów gospodarczych, tzw. „pięciolatek”. Była to największa zapora w Europie o długości 760 m i wysokości 60 m.
Na odcinku między Dnieprem a Zaporożem, na Dnieprze znajdowało się 9 skalnych progów rzecznych, tzw. porohów. W 1933 roku porohy zostały zatopione przez wody utworzonego przez zaporę Dnieprzańskiej Elektrowni Wodnej zbiornika retencyjnego.

### Zniszczenie zapory Dnieprzańskiej Elektrowni Wodnej przez NKWD w 1941 roku
W czasie II wojny światowej, 18 sierpnia 1941 roku, na rozkaz Józefa Stalina, zapora Dnieprzańskiej Elektrowni Wodnej została wysadzona w powietrze (operacją dowodzili dwaj oficerowie NKWD – Boris Jepow i Aleksiej Pietrowski) w celu uniemożliwienia Niemcom przejścia przez łuk tamy i wdarcia się w głąb ZSRR. Wskutek wyrwy w zaporze powstała mająca prawie 30 m fala powodziowa. Niektórzy historycy szacują, że zginąć mogło od 30 do 120 tysięcy osób. Byli to zarówno mieszkańcy okolicznych wiosek oraz miast (m.in. Nikopola i Margańca), jak i uciekinierzy ze Wschodu, tysiące żołnierzy Armii Czerwonej oraz Wehrmachtu. Zniszczono też hydrogeneratory. Stalin nie osiągnął operacją zamierzonego celu wojskowego, gdyż ofensywa sił niemieckich nie została istotnie zatrzymana. Po zdarzeniu propaganda NKWD rozpowszechniała wersję, że operację przeprowadzili żołnierze niemieccy. 
Po zdobyciu Zaporoża Niemcy odbudowali zniszczoną część zapory i wznowili produkcję energii elektrycznej przez elektrownię, jednak kiedy sytuacja na froncie diametralnie się zmieniła, przed wycofaniem się z Zaporoża, w 1943 roku próbowali wysadzić całą zaporę. Dzięki działaniom radzieckich saperów zniszczona została tylko niewielka część tamy. Zaporę odbudowano w latach 1944–1950.

### Zniszczenie zapory Kachowskiej Elektrowni Wodnej podczas rosyjskiej inwazji w 2023 roku
24 lutego 2022 roku rozpoczęła się inwazja Rosji na Ukrainę i jeszcze tego samego dnia rosyjscy żołnierze zajęli położoną w miejscowości Nowa Kachowka Kachowską Elektrownię Wodną – szóstą i zarazem ostatnią z elektrowni w kaskadzie elektrowni wodnych na Dnieprze. W październiku 2022 roku prezydent Ukrainy Wołodymyr Zełenski i jego doradca Mychajło Podolak poinformowali, że zapora i różne zabudowania Kachowskiej Elektrowni Wodnej zostały zaminowane przez Rosjan w celu doprowadzenia poprzez zalanie terenów do przymusowego przesiedlenia „nielojalnej” ludności ukraińskiej do Federacji Rosyjskiej, a także do powstrzymania ukraińskiej kontrofensywy. 
6 czerwca 2023 roku, w godzinach wczesnoporannych, zapora Kachowskiej Elektrowni Wodnej została zniszczona. Niedługo później przedstawiciele władz Ukrainy ogłosili, że zgodnie z informacjami ukraińskiego wywiadu za zniszczenie zapory odpowiada rosyjska 205. Brygada Strzelców Zmotoryzowanych. W reakcji na to władze Rosji o zniszczenie tamy oskarżyły Ukrainę twierdząc, że ta dokonała „umyślnego sabotażu”. Zniszczenie zapory doprowadziło do niekontrolowanego uwolnienia ogromnych mas wody z utworzonego przez tamę Zbiornika Kachowskiego, a co za tym idzie, do gwałtownego podniesienia się poziomu wody na Dnieprze i zalania położonych nad brzegiem rzeki terenów.